# BTK, assassí en sèrie
BTK, assassí en sèrie (títol original: The Hunt for the BTK Killer) és un telefilm estatunidenc dirigit per Stephen T. Kay, difós l'any 2005. Ha estat doblada al català.

## Argument
La història real de Dennis Rader, assassí en sèrie estatunidenc reconegut culpable d'una desena d'homicidis perpetrats entre 1974 i 1991. És un dels casos més terribles de la història del crim als EUA. El 1974, un assassí en sèrie va iniciar una matança a Kansas que es perllongaria durant 17 anys. L'assassí, que es fa dir BTK (Bind-Torture-Kill: lligar-torturar-matar), provoca a la policia deixant pistes i cartes. Quan els assassinats s'aturen, la investigació s'estanca, però el boig assassí segueix solt.

## Repartiment
- Joey Campbell: John
- Maury Chaykin: Robert Beattie
- Andrew Church: Kevin Bright
- Robert Forster: el detectiu Jason Magida
- Michael Fox: oficial Rodriguez
- Ross Fox: el detectiu Franklin
- Gregg Henry: Dennis Rader
- Steven Holmberg: Lewis Googin
- Kristin Langille: Kathryn Bright
- Michael Michele: el detectiu Baines
- McKenzi Scott: Karen O'Brien
- Janaya Stephens: la mare amb el seu nadó
- Jeremy Strong: oficial O'Leary
- Mike Turner: el detectiu Reece
- Cecil Wright: Jutge Gregory Waller
- Loretta Yu: Debbie

## Al voltant de la pel·lícula
- El rodatge va tenir lloc a Halifax, al Canadà.